# Зе Роберто
Зе Роберто (на португалски: Zé Roberto, изговаря се най-близко до Дзе Руберту, пълно име Жозе Роберто да Силва Жуниор, José Roberto da Silva Júnior, роден на 6 юли 1974 г.) е бразилски футболист, играещ за Палмейрас. Женен е, има три деца.

## Кариера
Започва кариерата си като ляв бек в Португеза. През 1996 г. става вицешампион на Бразилия. През 1997 г. преминава в Реал Мадрид. Конкуренцията в испанския колос обаче е жестока и Зе Роберто записва едва 15 срещи. След половин година в Испания се завръща в родината си, за да получи достатъчно игрова практика и да спечели място в националния отбор. Полузащитникът играе във Фламенго със звезди като Ромарио и Пахиня. През лятото на 1998 г. преминава в Байер Леверкузен, за да стане част от една от най-успешните епохи в историята на „аспирините“. Байер стават трикратни вицешампиони и играят финал в Шампионската лига, загубен от Реал Мадрид. Зе Роберто се утвърждава като едно от най-добрите леви крила в Бундеслигата.
През 2002 г. Зе Роберто и Михаел Балак преминават от Байер Леверкузен в Байерн Мюнхен. С „баварците“ печели три титли на Германия, три купи и Купата на Лигата. Освен това окончателно си връща мястото в националния отбор на Бразилия и става важна част от „селесао“. През 2006 напуска клуба, заради скандал с тогавашния треньор Феликс Магат. Преминава в Сантос, където печели първенството на щата Кариока и играе полуфинал в Копа Либертадорес. За 48 мача отбелязва 12 попадения. След като Феликс Магат напуска Байерн, Зе Роберто се завръща със свободен трансфер. Печели дубъл през сезон 2007/08 и се налага като централен полузащитник, формирайки партньорство с Марк ван Бомел.
През 2009 г. напуска Байерн поради несъгласие да преподпише само за 1 сезон. От 2009 до 2011 играе за Хамбургер. Зе Роберто става чужденецът с най-много изиграни мачове в Бундеслигата. През 2011 г. преминава в Ал Гарафа. След това играе 2 сезона за Гремио.

## Успехи
- Шампион на Германия - 2003, 2005, 2006, 2008
- Купа на Германия - 2003, 2005, 2006, 2008
- Купа на Лигата на Германия - 2004, 2007
- Шампион на Испания - 1997
- Суперкупа на Испания - 1997
- Шампион на щата Паулиста - 2007
- Носител на Копа Америка - 1997, 1999
- Носител на Купата на конфедерациите - 1997, 2005